# Geografia cultural
Geografia cultural é o campo da geografia humana que estuda os produtos e normas culturais e suas variações através dos espaços e dos lugares. Foca-se na descrição e análise de como as formas de linguagem, religião, artes, crenças, economia, governo, trabalho e outros fenômenos culturais  variam ou permanecem constantes, de um lugar para outro e na explicação de como os humanos funcionam no espaço.

## Áreas de estudo

Globalização e a cultura consumista em Jacarta.

As áreas de estudo da geografia cultural são muito amplas. Entre os muitos tópicos aplicáveis a este campo de estudo estão:
- Globalização, que tem sido teorizada como explicação para a convergência cultural.[2]
- Ocidentalização, ou outros processos semelhantes como modernização, americanização, islamização e outros.[3]
- Teorias da hegemonia cultural ou assimilação cultural através do imperialismo cultural.
- Diferenciação cultural das áreas, como um estudo das diferenças no modo de vida englobando idéias, comportamentos, linguagens, práticas, instituições e estruturas do poder e toda uma gama de práticas culturais nas áreas geográficas.[4]
- Estudo das paisagens culturais.[5][6]
- Outros tópicos incluem espírito de lugar, colonialismo, pós-colonialismo, internacionalismo, imigração, emigração e ecoturismo.

## História
Apesar de os primeiros traços do estudo das diferentes nações e culturas da Terra serem datadas de antigos geógrafos como Ptolomeu ou Estrabão, a geografia cultural como estudo acadêmico emergiu pela primeira vez como alternativa às teorias do determinismo ambiental do início do século XX, que colocavam as pessoas e sociedades como controladas pelo ambiente no qual se desenvolviam. Ao invés de estudar regiões pré-determinadas baseando-se em classificações ambientais, a geografia cultural colocou seu interesse nas paisagens culturais. Isso foi apoiado por Carl O. Sauer (chamado de pai da geografia cultural), na Universidade da Califórnia, Berkeley. Como resultado, a geografia cultural foi dominada por escritores norte-americanos.
Sauer definiu a paisagem como unidade definitiva do estudo geográfico. Notou que culturas e sociedades não apenas se desenvolvem de suas  paisagens, mas também a modelam. Essa interação entre a paisagem “natural” e os homens criou a “paisagem cultural”. O trabalho de Sauer foi muito qualitativo e descritivo e foi ultrapassado nos anos 30 pela geografia regional de Richard Hartshorne, seguida pela revolução quantitativa. A geografia cultural foi praticamente deixada de lado, apesar de escritores como David Lowenthal continuarem a trabalhar no conceito de paisagem.
Nos anos 70, a crítica do positivismo na geografia fez com que os geógrafos fossem além da geografia quantitativa em suas ideias. Uma das áreas revisitadas foi a geografia cultural.

## Nova geografia cultural
Desde os anos 80, a “nova geografia cultural” emergiu, trazendo diversas tradições teóricas, incluindo o modelos político-econômicos Marxistas, a teoria feminista, a teoria pós-colonialismo, o pós-estruturalismo e a psicanálise.
Partindo particularmente das teorias de Michel Foucault e da performatividade, do meio acadêmico ocidental e das mais diversas influências da teoria pós-colonialista, houve um grande esforço para desconstruir a cultura para revelar as várias relações de poder. Áreas de particular interesse são a identidade política e a construção da identidade.
Exemplos de áreas de estudo incluem:
- Geografia feminista;
- Geografia infantil;
- Algumas partes da Geografia turística;
- Geografia comportamental;
- Sexualidade e espaço;
- Alguns desenvolvimentos recentes da Geografia política.

Alguns que trataram sobre a “nova geografia cultural” focaram sua atenção na crítica de algumas de suas idéias, por causa das visões sobre a identidade e espaço como estáticos. Seguiram-se às críticas de Foulcault feitas por outros teóricos pós-estruturalistas como Michel de Certeau e Gilles Deleuze. Nesta área, a geografia não-representacional e a pesquisa da mobilidade populacional dominaram. Outros tentaram incorporar estas críticas de volta à nova geografia cultural.

## Leitura complementar
- Tuan, Yi-Fu. 2004. "CENTENNIAL FORUM: Cultural Geography: Glances Backward and Forward". Annals of the Association of American Geographers. 94 (4): 729-733.